# Liga Romena de Basquetebol de 2021-22
A Temporada da Liga Romena de Basquetebol de 2021-22 foi a 71ª edição da principal competição entre clubes profissionais de basquetebol da Romênia. A partir da temporada anterioro ptou-se por uma temporada regular com jogos "todos-contra-todos" apurando os oito melhores e assim perfazendo a fase dos "Playoffs". A equipe do U-Banca Transilvania Cluj seu sétimo título nacional.

## Equipes participantes
| Clube            | Cidade         | Arena                    | Capacidade |
| ---------------- | -------------- | ------------------------ | ---------- |
| Cluj-Napoca      | Cluj-Napoca    | Polivalenta Cluj-Napoca  | 9 300      |
| SCM U Craiova    | Craiova        | Polivalenta Craiova      | 4 215      |
| Dinamo Bucuresti | Bucareste      | Dinamo Polyvalent Hall   | 2 538      |
| Focsani          | Focșani        | Polivalenta Focsani      | 1 400      |
| Galati           | Galați         | Dunărea                  | 1 500      |
| Miercurea Ciuc   | Miercurea Ciuc | Sala Sp. "Eröss Zsolt"   | 1 700      |
| Neptun Constanta | Constança      | Sala Sporturilor         | 1 500      |
| Oradea           | Oradea         | Arena Antonio Alexe      | 2 500      |
| Pitesti          | Pitești        | Trivale                  | 2 000      |
| Ploiești         | Ploiești       | Sala Olimpia             | 3 500      |
| Rapid București  | Bucareste      | Sala Rapid               | 1 500      |
| Sibiu            | Sibiu          | Transilvania Sibiu       | 1 850      |
| Steaua Bucuresti | Bucareste      | Sala Polivalentă         | 5 300      |
| Targu Jiu        | Târgu Jiu      | Sala Sporturilor         | 1 500      |
| Timisoara        | Timișoara      | Sala Constantin Jude     | 2 200      |
| Voluntari        | Voluntari      | Gabriela Szabo Voluntari | 1 100      |

|  |                                           |
|  | Promovido da Liga I na temporada anterior |

## Temporada regular

### Classificação
| Pos. | Clube                     | P  | J  | V  | D  | P+ / P-   | SP   | Classificação |
| ---- | ------------------------- | -- | -- | -- | -- | --------- | ---- | ------------- |
| 1    | U-Banca Transilvania Cluj | 30 | 28 | 2  | 58 | 2744/2280 | 464  | Playoffs      |
| 2    | CSM CSU Oradea            | 30 | 23 | 7  | 53 | 2415/2074 | 341  | Playoffs      |
| 3    | CSO Voluntari             | 30 | 23 | 7  | 53 | 2540/2231 | 309  | Playoffs      |
| 4    | BCM Arges Pitesti         | 30 | 22 | 8  | 52 | 2445/2130 | 315  | Playoffs      |
| 5    | SCM U Craiova             | 30 | 18 | 12 | 48 | 2514/2337 | 177  | Playoffs      |
| 6    | CS SCM OHMA Timisoara     | 30 | 18 | 12 | 48 | 2373/2235 | 138  | Playoffs      |
| 7    | CS Dinamo Bucuresti       | 30 | 15 | 15 | 45 | 2270/2251 | 19   | Playoffs      |
| 8    | BC CSU Sibiu              | 30 | 15 | 15 | 45 | 2433/2445 | -12  | Playoffs      |
| 9    | CSM Petrolul Ploiesti     | 30 | 13 | 17 | 43 | 2396/2489 | -93  |               |
| 10   | CSA Steaua Bucuresti      | 30 | 12 | 18 | 42 | 2404/2603 | -199 |               |
| 11   | Athletic Neptun Constanta | 30 | 12 | 18 | 42 | 2267/2321 | -54  |               |
| 12   | CSM Targu Jiu             | 30 | 11 | 19 | 41 | 2315/2420 | -105 |               |
| 13   | Rapid Bucuresti           | 30 | 9  | 21 | 39 | 2232/2570 | -338 |               |
| 14   | CSM Galati                | 30 | 8  | 22 | 38 | 2289/2419 | -130 |               |
| 15   | CSM 2007 Focsani          | 30 | 8  | 22 | 38 | 2093/2439 | -346 |               |
| 16   | CSM VSKC M Ciuc           | 30 | 5  | 25 | 35 | 2089/2575 | -486 |               |

O regulamento da competição não prevê rebaixamento para a próxima temporada, ao mesmo tempo que prevê expansão para 18 equipes na temporada 2022-23.

### Confrontos
| Casa\Visitante   | CLU    | CRA    | DIN   | FOC    | GAL     | MIE    | NEP   | ORA    | PIT    | PLO     | RAP    | SIB    | STE     | TAR    | TIM   | VOL   |
| ---------------- | ------ | ------ | ----- | ------ | ------- | ------ | ----- | ------ | ------ | ------- | ------ | ------ | ------- | ------ | ----- | ----- |
| Cluj-Napoca      |        | 100-97 | 82-60 | 98-78  | 97-85   | 89-87  | 92-69 | 82-55  | 72-75  | 106-64  | 107-75 | 96-85  | 107-69  | 100-75 | 98-88 | 97-75 |
| SCM U Craiova    | 79-90  |        | 83-79 | 100-70 | 72-61   | 92-69  | 95-83 | 80-91  | 74-90  | 83-90   | 96-82  | 88-76  | 102-67  | 86-67  | 73-74 | 83-80 |
| Dinamo Bucuresti | 66-77  | 71-66  |       | 72-61  | 75-58   | 83-51  | 76-57 | 61-77  | 72-84  | 111-109 | 80-59  | 85-80  | 88-78   | 94-91  | 83-87 | 64-75 |
| Focsani          | 72-98  | 71-82  | 61-56 |        | 66-74   | 68-50  | 79-67 | 59-75  | 58-89  | 84-86   | 75-71  | 65-73  | 83-73   | 71-83  | 58-91 | 73-90 |
| Galati           | 76-93  | 69-85  | 69-72 | 82-70  |         | 86-68  | 70-75 | 60-86  | 81-85  | 78-80   | 89-62  | 94-105 | 79-69   | 72-77  | 87-78 | 76-80 |
| Miercurea Ciuc   | 73-86  | 83-98  | 84-74 | 58-79  | 75-69   |        | 85-73 | 41-95  | 56-114 | 63-89   | 80-82  | 75-78  | 86-89   | 86-81  | 72-63 | 71-86 |
| Neptun Constanta | 65-79  | 69-71  | 64-55 | 69-78  | 88-87   | 72-48  |       | 83-75  | 76-84  | 86-71   | 88-66  | 75-77  | 107-111 | 87-80  | 65-71 | 83-77 |
| Oradea           | 79-81  | 63-61  | 79-67 | 89-63  | 84-62   | 87-51  | 83-68 |        | 63-90  | 100-73  | 93-64  | 81-66  | 89-58   | 89-70  | 78-72 | 68-82 |
| Pitesti          | 70-81  | 83-79  | 66-61 | 82-60  | 66-75   | 82-66  | 77-76 | 82-63  |        | 80-57   | 102-62 | 77-86  | 83-63   | 82-67  | 95-73 | 73-83 |
| Ploiești         | 92-97  | 77-96  | 73-75 | 86-66  | 86-81   | 79-65  | 71-76 | 70-63  | 70-74  |         | 85-61  | 89-81  | 84-79   | 94-88  | 85-93 | 75-89 |
| Rapid București  | 70-89  | 81-79  | 65-88 | 84-77  | 103-100 | 92-81  | 80-85 | 76-74  | 72-95  | 91-77   |        | 94-86  | 92-89   | 77-78  | 61-79 | 56-85 |
| Sibiu            | 85-82  | 82-87  | 83-81 | 87-80  | 96-73   | 96-80  | 65-84 | 76-86  | 73-78  | 88-93   | 90-78  |        | 85-76   | 80-87  | 80-79 | 86-83 |
| Steaua Bucuresti | 98-110 | 97-90  | 78-86 | 99-78  | 83-90   | 85-75  | 76-72 | 80-95  | 65-93  | 78-77   | 91-88  | 78-73  |         | 86-78  | 74-79 | 87-85 |
| Targu Jiu        | 70-85  | 58-73  | 73-83 | 73-78  | 92-74   | 97-67  | 81-70 | 79-87  | 78-70  | 81-73   | 68-64  | 74-80  | 93-86   |        | 64-69 | 69-83 |
| Timisoara        | 70-90  | 76-82  | 97-71 | 85-70  | 78-74   | 107-75 | 74-73 | 62-67  | 73-74  | 95-72   | 80-59  | 73-69  | 84-66   | 80-56  |       | 77-90 |
| Voluntari        | 84-81  | 88-82  | 84-81 | 117-42 | 73-61   | 104-68 | 87-62 | 85-101 | 89-81  | 81-69   | 84-65  | 78-71  | 75-76   | 94-87  | 74-66 |       |

## Playoffs

#### Quartas de final
| Time 1                    | Série | Time 2                | 1º Jogo | 2º Jogo | 3º Jogo |
| ------------------------- | ----- | --------------------- | ------- | ------- | ------- |
| U-Banca Transilvania Cluj | 2 - 0 | BC CSU Sibiu          | 89 - 79 | 86 - 81 | -       |
| BCM Arges Pitesti         | 2 - 1 | SCM U Craiova         | 93 - 61 | 82 - 84 | 75 - 73 |
| CSM CSU Oradea            | 2 - 1 | CS Dinamo Bucuresti   | 76 - 58 | 62 - 79 | 79 - 46 |
| CSO Voluntari             | 2 - 0 | CS SCM OHMA Timisoara | 95 - 72 | 79 - 68 | -       |

#### Semifinal
| Time 1                    | Série | Time 2            | 1º Jogo | 2º Jogo  | 3º Jogo  | 4º Jogo | 5º Jogo |
| ------------------------- | ----- | ----------------- | ------- | -------- | -------- | ------- | ------- |
| U-Banca Transilvania Cluj | 3 - 0 | BCM Arges Pitesti | 98 - 73 | 113 - 68 | 101 - 72 | -       | -       |
| CSM CSU Oradea            | 0 - 3 | CSO Voluntari     | 66 - 74 | 66 - 74  | 79 - 85  | -       | -       |

#### Decisão de terceiro colocado
| Time 1            | Série | Time 2         | 1º Jogo  | 2º Jogo | 3º Jogo |
| ----------------- | ----- | -------------- | -------- | ------- | ------- |
| BCM Arges Pitesti | 0 - 2 | CSM CSU Oradea | 59 - 110 | 61 - 93 | -       |

#### Final
| Time 1                    | Série | Time 2        | 1º Jogo | 2º Jogo | 3º Jogo | 4º Jogo | 5º Jogo |
| ------------------------- | ----- | ------------- | ------- | ------- | ------- | ------- | ------- |
| U-Banca Transilvania Cluj | 3 - 1 | CSO Voluntari | 87 - 65 | 69 - 74 | 92 - 84 | 85 - 74 | -       |

## Premiação
| Liga Națională 2021–22                |
| Roménia                               |
| ------------------------------------- |
| U-Banca Transilvania Cluj (7° título) |

## Copa da Romênia
A Copa da Romênia na temporada 2021-22 foi disputada em fases (oitavas de finais e quartas de finais) em jogo de ida e jogo de volta tendo como o vencedora a equipe que somar mais pontos nos dois tentos. A partir das semifinais a competição passa a ser disputada no modo Final Four, como é disputada as finais da Euroliga e nesta temporada coube a Craiova receber a competição.

### Semifinais
Polivalenta Craiova, Craiova, 15 de fevereiro de 2022.
| Time 1        | Placar   | Time 2      |
| ------------- | -------- | ----------- |
| CSO Voluntari | 81 - 80  | Cluj-Napoca |
| Craiova       | 104 - 94 | Galati      |

### Final
Polivalenta Craiova, Craiova, 17 de fevereiro de 2022.
| Time 1        | Placar  | Time 2  |
| ------------- | ------- | ------- |
| CSO Voluntari | 89 - 75 | Craiova |

### Premiação
| Copa da Romênia de 2022 |
| ----------------------- |
| CSO Voluntari 2º Título |

## Supercopa da Romênia
A competição (em romeno:  Super Cupa Romaniei Masculin) disputada em jogo único no Sporturilor Targu Jiu,em Târgu Jiu marca o início da temporada 2021-22, colocando Voluntari, campeão da Copa da Romênia 2021, contra o U-Banca Transilvania Cluj campeão da Liga Nationala 2020-21
| 23 de setembro de 2021 18:00 CET | relatório | Voluntari                                     | 82–89 | Cluj-Napoca |  | Sporturilor Targu Jiu, Târgu Jiu Público: 500 |  |
| 23 de setembro de 2021 18:00 CET | relatório | Placar por quarto: 22-20, 25-23, 21-21, 21-18 |       |             |  | Sporturilor Targu Jiu, Târgu Jiu Público: 500 |  |

### Premiação
| Supercopa da Romênia de 2021 |
| ---------------------------- |
| Cluj-Napoca 3º Título        |